# Joan Vila i Grau

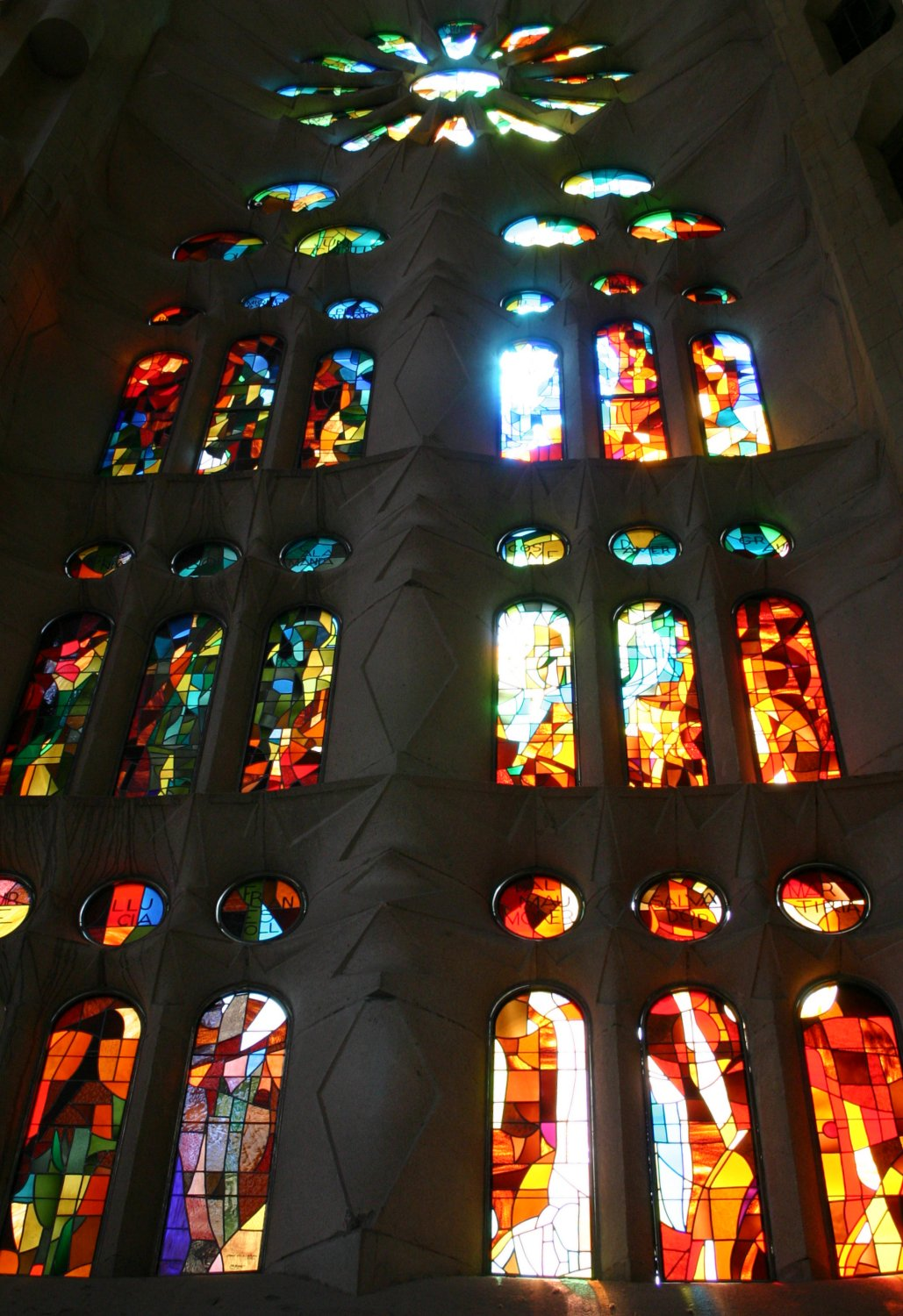
Kirchenfenster von Joan Vila i Grau aus der Sagrada Familia in Barcelona

Joan Vila i Grau (* 14. August 1932 in Barcelona; † 11. November 2022 ebenda) war ein katalanischer plastischer Künstler und Glasmaler. Er war der Sohn des Malers Antoni Vila i Arrufat (1894–1989). Sein Interesse galt insbesondere der Erneuerung der liturgischen Kunst. Er gehörte von 1960 bis 1974 der Künstlergruppe Ars Sacra an.

## Leben und Werk
Joan Vila studierte zunächst von 1950 bis 1955 Escola Técnica Superior d’Arquitectura de Barcelona. Er verließ dann die Architekturschule, um sich der Malerei zu widmen.
Der Kern Joan Vilas künstlerischer Tätigkeit bestand in der Glasmalerei. Seine diesbezüglichen Arbeiten findet man vor allem in Barcelona, beispielsweise in der Església de les Germanetes de l’Assumpció (1962), in der Església Verge de la Pau (1964 und 1966), im Orfeó de Gràcia (1978), in der Església de Nostra Senyora de la Pau (1985 und 1993), im Ministerium für Wirtschaft und Finanzen (1989). Weiterhin war er aktiv in den Sektkellereien von Codorníu in Sant Sadurní, im Auditorium Pau Casalls in El Vendrell (1980) und in der Parròquia de les Escaldes von Andorra (1981). Weitere Glaskunstwerke Vilas finden sich in Saragossa, Granada, Cádiz, Corrientes (Argentinien) und in Cincinnati (USA). Er arbeitete auch mit Joan Miró an einigen Buntglasfenstern zusammen. 1999 erhielt er den Auftrag für mehrere Buntglasfenster in der Sagrada Família in Barcelona.
Joan Vila fertigte seit 1955 auch mit seinem Schwager Jordi Aguadé Keramikplattenkunstwerke. Sein malerisches Werk entwickelte sich von einer figurativen Ausgangsphase, die oft romanische Anklänge aufscheinen ließ, zu einer Phase nichtfigurativer Kunstwerke ab den 1970er Jahren. Für letztere Phase stehen seine polychromen hölzernen Zäune, die auf halbem Weg zwischen Malerei und Skulptur angesiedelt sind.
Joan Vila interessierte sich für theoretische Aspekte der Kunst. Er war Gründer der Zeitschrift Qüestions d’Art (1967–74) und arbeitete auch an anderen Publikationen mit. Bemerkenswert sind seine Untersuchungen zur Glasmalerei von der Gotik bis zu Moderne und Gegenwart. Hier publizierte er unter anderem Els vitrallers de la Barcelona modernista („Die Buntglasfenster des modernistischen Barcelona“, 1982, zusammen mit Francesc Rodon), Descoberta de la taula de vitraller de Girona („Die Entdeckung des Buntglastisches von Girona“, 1985), El vitrall renaixentista („Buntglasfenster der Renaissance“, 1991) und Le vitrail dans l’architecture de Gaudí („Glasmalerei in Gaudís Architektur“, 2004). Außerdem ist er der Autor des Werkes L’artista en la societat actual („Der Künstler in der heutigen Gesellschaft“, 1999). Er war seit 1949 Mitglied des internationalen Forschungsprojektes "Corpus Vitrearum Medii Aevi" in Katalonien, in dessen Rahmen er monografische Studien über die Glasfenster von Santa Maria del Mar in Barcelona (1985), der Kathedrale von Girona (1987), des Klosters Santes Creus, der Kathedrale von Tarragona (1992), der Kathedrale von Barcelona und von Kloster Pedralbes (1997) veröffentlichte.
Er war Direktor des Institut del Vitrall (Institut für Glasmalerei, Barcelona), Mitglied der Reial Acadèmia Catalana de Belles Arts de Sant Jordi und der Acadèmia de Ciències i Arts de Barcelona. 2010 erhielt er das Creu de Sant Jordi.